# Ariosoma anagoides
Ariosoma anagoides és una espècie de peix pertanyent a la família dels còngrids.

## Descripció
- Pot arribar a fer 51 cm de llargària màxima.[3][4]

## Hàbitat
És un peix marí, demersal i de clima tropical.

## Distribució geogràfica
Es troba al Pacífic occidental: des de la prefectura de Kanagawa (el Japó) fins al mar de la Xina Oriental i les Índies Orientals.

## Costums
És bentònic.

## Observacions
És inofensiu per als humans.